# AFI 100 Years... series
L’AFI 100 Years... series est une série de listes éditées par l'American Film Institute, célébrant les cent ans du cinéma américain en mettant en avant des classements de films selon différents genres. Les listes font l'objet de specials diffusés à la télévision sur CBS.
Publiés de 1998 à 2008, ce sont des listes sélectionnées par un jury pour classer les meilleurs films dans plusieurs catégories. Les jurys sont composés de plus de 1 500 artistes, étudiants, critiques et historiens du cinéma, et les films sont sélectionnés selon leur popularité, leur signification historique et leur impact culturel. Citizen Kane a été élu meilleur film américain de tous les temps deux fois, en 1998 et 2007.

## Listes
- 1998 : AFI's 100 Years...100 Movies
- 1999 : AFI's 100 Years...100 Stars
- 2000 : AFI's 100 Years... 100 Laughs
- 2001 : AFI's 100 Years...100 Thrills
- 2002 : AFI's 100 Years... 100 Passions
- 2003 : AFI's 100 Years... 100 Heroes and Villains
- 2004 : AFI's 100 Years... 100 Songs
- 2005 : AFI's 100 Years... 100 Movie Quotes
- 2005 : AFI's 100 Years of Film Scores
- 2006 : AFI's 100 Years... 100 Cheers
- 2006 : AFI's Greatest Movie Musicals
- 2007 : AFI's 100 Years...100 Movies (10th Anniversary Edition)
- 2008 : AFI's 10 Top 10